# ダイナマイト四国
ダイナマイト四国（ダイナマイトしこく）は、テレビ番組「ダウンタウンのガキの使いやあらへんで!!」で遠藤章造（ココリコ）が演じる覆面レスラー。キャッチフレーズは「瀬戸内海の荒波が生んだスーパースター」「鳴門海峡の渦のごとき男」。登場テーマ曲はBOØWYの「Marionette」。愛称は「マイトさん」など。生年月日（設定）は、1971年9月8日。

## エピソード
1997年9月21日放送の「遠藤章造七変化」で初登場。携帯電話で入念にアングルの相談をするプロレスラーというネタで、この頃は気弱で腰が低いキャラクターとして演じられていた。
2003年7・8月放送の罰ゲーム「笑ってはいけない温泉旅館」で、浴場から出た遠藤に用意された着替えの中に覆面が入っていたことから再登場した。
2004年12月28日放送のスペシャル「浜田・山崎・田中罰ゲーム 笑ってはいけない温泉宿1泊2日の旅 in 湯河原」に登場。何かと大物ぶる割りに空回り気味な言動が目立つというキャラクター性が固まり、新たに編み出した「1、2、3、四ッ国、四ッ国」という決めポーズ（小川直也の「ハッスル」のパロディ）で浜田ら3人の笑いを誘った。特に田中は「ダイナマイト四国」というフレーズを聞いただけで笑ってしまうほど苦手にしており、後に「七変化の時から自分の笑いのツボで、とても我慢出来なかった」ことと「自分の相方のネタでツボに入ってしまっている事に気恥ずかしさを感じる」ことを明かしている。
また、この罰ゲームの中で番組が用意したスポーツ新聞「湯河原スポーツ」の一面を飾った。「エスカルゴマン」なる最強レスラーと対戦したが、開始58秒で原爆固めにより敗北。肉離れのためリタイアしている。紙面によれば、試合のタイトルは「YWGP ヘビー級 湯河原グランドチャンピオンシップ」。四国はキャリア4年、プロ志向2年目。1年前にもエスカルゴマンと対戦したが、同じく肉離れでリタイアし、これが1年ぶりの復帰戦だったという。ちなみに試合当日昼に湯河原駅前を巡回していた宣伝カーのアナウンスによると、ダイナマイト四国のキャッチコピーは「瀬戸内海の荒波にもまれた〜」だったが、瀬戸内海は内海なので波は比較的穏やかである。
2005年2月27日・3月6日放送の「山崎邦正vs.モリマン 魂のスーパーファイナルリベンジマッチ」の中で、山崎が逃亡している間のつなぎとしてセコンドの仲居さんを2人引き連れてダイナマイト四国vs.エスカルゴマンのリベンジマッチが行われた。リングアナウンスによれば体重は136ポンド（約62kg）。しかし開始28秒でまた肉離れを起こしリタイアした。が、リタイア直後に、肉離れしていること自体を忘れリング上で決めポーズの「四ッ国、四ッ国」を仲居さんと共に行った。
2005年3月27日、山崎モリマン対決で反響が大きかったとして、ダイナマイト四国の素顔に迫る緊急企画（『ウチくる!?』風）が放送された。偶然出会ったエスカルゴマンと臨時の対戦が行われたが、やはり肉離れでリタイア。この中で明かされたプロフィールは、
- ガキの使いを第3回から見ているファン。
- 毎朝5時に起きるという掟があり毎朝トレーニングしている。40分ほどのトレーニングが終わると6時頃には二度寝する。
- 年上の山崎邦正にはタメ口でしゃべる。四国は33歳で山崎は放送当時37歳。
- 18歳で上京して以来、渋谷区幡ヶ谷近辺のトレーニングジムや飲食店に通う。
- 上京時には「中華定食・お食事処 山幸園」によくお世話になっており、いつも450円の定食(マイト盛り)を食べていた。また、店主夫妻からは「マイト君」と呼ばれていた。
- 所属団体が第1次ブームで人気を博した5、6年前、（CD ではなく）レコード「聞けぜよ／こんな夜も君は一人で寝れるのかいお前」を発売（自ら作詞も行った）。
- 出身校・四国第三小学校の卒業アルバムでは既に覆面を着用し、この頃からレスラーを目指していた。6年の時の担任である恩師の鳴戸川秀雄（なるとがわ ひでお）先生からは「あまり目立たない子」だと思われていた。
- 顔の汗や涙を拭う時はマスクを顔から上げて拭い、しょっちゅう正体がバレそうになっている。
- いつも通っている中野区中野新橋の床屋「理容ミサワ」の店主に対しては「レスラーの方が強い」という理由でデカい態度でいる。
- 週に2、3回は行く居酒屋「やきとり とり花」にはダイナマイト四国のカレンダーや手形が貼られているが、何故か本人の手のサイズより貼ってある手形のサイズのほうが大きい。
- 毎週木・金曜日やお盆・年末年始は四国に帰省している（四国がよっぽど好きらしい）。
- 「ダイナマイト茨木」という大阪出身の弟子がいる。[3]
- 自伝「四国で悪いか!」（定価2,900円）がある。後半は本人が描いた4コマ漫画。
- 四ッ国枕、マグカップ、Tシャツ（定価12,800円）などのグッズもあり、勝手にプレゼント告知もしていた（「※募集はしていません」とテロップが出た）。
- 酒を飲むときは豪快に子供用のビニールプールにいっぱい入れて飲む。
- 他の格闘技界には特に興味がない様子。また人間的にはレスラーらしい豪快さに欠け、松本人志曰く「凡人」。

2006年8月6日・13日放送の「山崎邦正vs.モリマン伝説のスーパーファイナルリベンジマッチ」の中で、山崎が逃亡している間のつなぎとして前回の試合同様仲居さん2人を従え、ダイナマイト四国vs.タコス兄弟（アントニオ・タコスとロドリゲス・タコス。キャッチフレーズは「メキシコが生んだ恐怖の一卵性双生児」。レスラーらしからぬ華奢な体つきをしている）とのスペシャルマッチを決行。しかしまた肉離れを起こし、1分16秒でリタイア。にもかかわらず、最後は観客と一緒にお約束の決めポーズ「四ッ国、四ッ国」を仲居さんと共に決行。担架で運ばれる際、浜田に「担架要らんやろ！歩いて帰れ！」と突っこまれ、松本からは「茶番や」と呆れられてしまう。
2007年10月28日・11月4日放送の「山崎邦正vs.モリマン奇跡のスーパーファイナル引退リベンジマッチ」の中で負傷したモリマンの回復を待つ間のつなぎとして、同じマスクを被った3人のセコンドを従えてコロナ3兄弟（ゴンザレス、バンデラス、ロドリゲス。コロナビールを飲みながら入場。キャッチフレーズは「メキシコから来た恐怖の酔いどれブラザーズ」。三人ともに鍛え抜かれた堂々たる肉体を持つ。三男のロドリゲスのみ母親が違うらしい）と対決。1対3の不利な戦いの中、攻撃を受けた四国のリアクションは不自然で、浜田は「マジで痛いみたいですよ」と発言。ブレーンバスター等を受けながらも同士討ちを誘ってコーナーポストに登りダイブしようとしたところでまたも肉離れを起こし、山田ドクターのドクターストップにより2分19秒で敗北。それでも最後はお約束の「四ッ国、四ッ国」をセコンドと共に決行した。

## Wダイナマイト四国
2008年12月31日放送の「山崎vsモリマン 炎のファイナルリベンジマッチ」で山崎が逃亡した間に行われた「スガッスル」の第二試合に登場したタッグチーム。ダイナマイト四国とタッグパートナーとして筋肉質でプロレスラー体形のもう一人のダイナマイト四国が登場。W武藤敬司（本物の武藤敬司、神奈月）と対戦した。武藤と互角に渡り合う等力を見せ付けたが、試合中に神奈月にマスクを剥がされてしまい、佐々木健介とばれてしまった。

## キューティー元四国
2008年12月31日放送の「山崎vsモリマン 炎のファイナルリベンジマッチ」で山崎が再度逃亡した際に行われた「ダイナマイト四国vs小川直也」に登場。前頭葉の負傷をおして戦っていたダイナマイト四国のピンチを魔法で救った。四国のことを「おにぃ」と呼び、四国からは「ちぃ」と呼ばれており、おでこには「元」という文字が入っている。入場曲は「YELLOW YELLOW HAPPY」。

## 永遠のライバル・エスカルゴマン
エスカルゴはフランス料理だが、エスカルゴマンはスペイン出身。「スペインの猛牛」の異名をとる。覆面の下は謎。体重286ポンド（約130kg）の巨漢レスラー。必殺技は「原爆固め（ジャーマン・スープレックス・ホールド）」。
元のマスクはメキシコの覆面レスラーカト・クン・リーが被っていた物のシルバーバージョン。

## ダイナマイト東北
みちのくプロレスに「ダイナマイト東北」というマスク、しぐさ、決めポーズが似ている本物のプロレスラーが登場している（決めポーズは「にー、しー、ろー、やー、東ッ北、東ッ北」）。現在は、2代目（リングネームは「第八代」となっている）、2014年、現役活動中。

## ダイナマイトシコク
中央競馬（JRA）にダイナマイトシコク（牡＝堀井厩舎、父スクワートルスクワート、母ジンミスカオリ（スターロツチ系）、母の父クリエイター）という名の競走馬が所属していた。2007年10月5日の東京競馬2R2歳未勝利戦（芝1400m）で2番人気1着となり、デビュー5戦目で初勝利を挙げる。その後も2007年11月10日に行われた重賞の京王杯2歳ステークスに出走する（15頭立て13番人気15着）などしていたが、2008年11月23日の東京競馬4R障害未勝利戦で他の馬に関係なく馬体に故障を発症し2周目第3コーナーで競走を中止。右第3趾関節開放性脱臼で予後不良となる。通算成績は17戦1勝（うち障害3戦0勝）。
JRAホームページで公表されている馬名意味には「ダイナマイト＋四国」としか書かれていないが、西森鶴オーナー曰く「馬名は子供がつけた。私は高知の人間。高知ひいては四国を全国にアピールしたい気持ちは大きい」とのこと。

## マスクの謎
ダイナマイト四国のマスクを最初にかぶっていたのはヘイポー（斉藤敏豪）で、オープニング企画の「ヘイポーお見合いシリーズ」で使用したものである。この企画でヘイポーは、お見合いにもかかわらずマスクをかぶって現れるという意味不明な行動をし、もちろんお見合いは失敗した。マスクの額の「T」について、当時浜田は「なんやそのTは？敏豪（としひで）のTか？」とツッコミを入れている。
元のマスクはメキシコの元覆面レスラーシエン・カラスが被っていた物で、それにTの字と付け毛を加えた物。
ちなみにダイナマイト四国のマスクは実際に販売されている（定価6,000円）。

## 仲居さん
ダイナマイト四国のセコンド。
初登場は2004年12月放送のスペシャル「浜田・山崎・田中罰ゲーム 笑ってはいけない温泉宿1泊2日の旅 in 湯河原」で、高級旅館「ふきや」の仲居として登場。宿泊者に浴衣のサイズを訊いたり、遠藤たけしの旅館案内ビデオを再生する人物として笑いを促した。
そして罰ゲーム終盤、仕掛け人として登場したダイナマイト四国の背後で「四ッ国、四ッ国」を舞う仲居のキレの良さに番組出演者一同賞賛、一躍有名になった。
以降、2005年2月27日・3月6日放送の「山崎邦正vs.モリマン 魂のスーパーファイナルリベンジマッチ」を皮切りに、同僚の仲居を伴って登場。いつもリング脇でダイナマイト四国に、拳を振り上げてエールを送り続ける。このときは「四ッ国、四ッ国」の方向が（ほかの二人と）合わないと見るや否や、すぐさま転換し、見事にこなした。
2008年12月31日放送の「山崎vsモリマン 炎のファイナルリベンジマッチ」で、ダイナマイト四国とのハイタッチの際、バランスを崩し（松本人志のツッコミに、絶妙のタイミングで）リング下へ落下するも、たちどころにリングサイドに戻った。